# Andorra Challenger 1995
L'Andorra Challenger 1995 è stato un torneo di tennis facente parte della categoria ATP Challenger Series nell'ambito dell'ATP Challenger Series 1995. Il torneo si è giocato a Andorra in Andorra dal 20 al 26 novembre 1995 su campi in cemento indoor.

## Vincitori

### Singolare
Alex Rădulescu ha battuto in finale  Kenneth Carlsen 4-6, 6-3, 7-6

### Doppio
Ken Flach /  Kelly Jones hanno battuto in finale  Fernon Wibier /  Chris Woodruff 6-4, 6-3